# Trogon collaris
Trogon collaris là một loài chim trong họ Trogonidae.